# Carex david-smithii
Carex david-smithii är en halvgräsart som beskrevs av Anton Albert Reznicek. Carex david-smithii ingår i släktet starrar, och familjen halvgräs.
Artens utbredningsområde är Peru. Inga underarter finns listade i Catalogue of Life.